# 陳芷菁
陳芷菁（英語：Astrid Chan Tsz Ching；1969年7月8日—），香港女藝人，前無綫電視基本合約女藝員。曾于加拿大多倫多的大學讀理工及戲劇。她在無綫電視首任工作為擔任司儀及主持，亦為香港演藝人協會前任秘書長，2023年時更改名稱為陳淽菁。

## 生平
陳芷菁在4歲時曾患白血病，後康復。13歲時，曾經留學台灣、新加坡，其後到加拿大多倫多讀大學，主修舞台劇、電影，她在加拿大求學期間，曾擔任四年電台節目主持人，亦曾在中文電視台擔任主持。1994年，陳芷菁由加拿大返回香港參選香港小姐競選，晉身總決賽十二強。落選後加入無綫電視，憑《天地男兒》、《壹號皇庭》等劇集打響名堂。陳芷菁其後曾轉投亞洲電視，主演電視劇《電視風雲》、《影城大亨》及在《群星情報站》擔任娛樂新聞主播。2005年回巢無綫電視、主要擔任主持工作，曾為無綫生活台《生活放送》及翡翠台《今日VIP》主持。而萬千星輝賀台慶等大型節目均曾擔任主持。由於她英文了得，亦被香港賽馬會邀請，在賽馬日擔任司儀。
陳芷菁在2003年與大律師張錦榮結婚後，育有女兒張珈瑋。
另外，她曾在香港商業電台、新城電台，擔任電台節目主持人，亦曾在新報、香港東方日報、香港太陽報等多份報章雜誌撰寫個人專欄。2007年，她於香港大學專業進修學院修讀法律課程。其母為台灣人。
2010年代曾任香港演藝人協會秘書長，任內曾發生會長從缺、非會員的知名藝人黃秋生參選會長被拒，及秘書長被冒名等事件。
2014年，陳芷菁創立甲一創意教育。
2017年離開無綫電視，並開設「陳芷菁工作室」，從事企業培訓及幕後製作的工作，2018年8月中回歸無綫電視，2019年8月再度離開。

## 軼事
1994年香港小姐競選後，陳芷菁曾與其他五名參賽者譚小環、黃𨥈瑩、葉麗珊、鍾潔怡、劉少娟結拜為姊妹。
2001年陳芷菁參加了亞洲電視的《百萬富翁》。當時有一條題目：「以下那部不是莎士比亞四大悲劇之一？」，她自信滿滿答題，而主持人陳啟泰亦有叫她三思，可是她就說：「我讀Drama㗎！」（我讀戲劇的）、「啱㗎啦，拍定手先啦！」（肯定是對的，我們先擊掌吧），之後與拍擋鄧光榮擊掌表示「肯定贏」。最後誰知道答案其實是錯的，她也一臉錯愕，這件事情打入了「娛樂圈十大糗事」的排行榜中，不少網民表示實在太尷尬。至2020年，她在網上節目中解畫，指有部分是節目效果。此外，她稱當時不認識另外3個答案所表示的戲劇，同時又覺得《羅密歐與茱麗葉》的劇情十分悲慘，所以便剔除了《羅密歐與茱麗葉》作為答案的可能。另外，主持人陳啟泰則表示節目其實想做到喜劇效果，而且節目監製又不想每個嘉賓都能成功拿走很多錢，所以便沒有給太多提示予陳芷菁等人，好讓她們更容易出局。因此陳啟泰對陳芷菁等人表示十分抱歉。

## 演出作品

### 電視劇（無綫電視）
| 首播   | 劇名               | 角色             | 性質       |
| 1993年 | 愛有明天           | -                |            |
| 1994年 | 笑看風雲           | 蔡谭彩霞         | 客串       |
| 1995年 | 男人四十一頭家     | 郭芷珊           | 第三女主角 |
| 1995年 | 壹號皇庭IV         | 程若曦（Rachel） | 第四女主角 |
| 1995年 | 刑事偵緝檔案II     | 麥曉欣           | 單元角色   |
| 1996年 | 天地男兒           | 葉曉楓（Grace）  | 第四女主角 |
| 1997年 | 壹號皇庭V          | 程若曦（Rachel） | 第四女主角 |
| 1997年 | 大刺客之荊軻       | 徐婉             | 單元女主角 |
| 1997年 | 隱形怪傑           | 卓 穎（Wing）    | 第二女主角 |
| 1998年 | 妙手仁心           | 凌少霞（Helen）  | 第三女主角 |
| 1998年 | 網上有情人         | 鄧鳳喜（Monica） | 第二女主角 |
| 2006年 | 法證先鋒           | 林沛沛           | 第四女主角 |
| 2007年 | 寫意人生           | 江 風            | 第二女主角 |
| 2007年 | 學警出更           | Karen            | 客串       |
| 2007年 | 廉政行動2007       | Michelle Wong    | 單元女主角 |
| 2007年 | 兩妻時代           | 冼 冰（Carol）   | 第三女主角 |
| 2008年 | 法證先鋒II         | 林沛沛           | 女配角     |
| 2008年 | 溏心風暴之家好月圓 | Eliza（拉姐）    | 特別客串   |
| 2010年 | 談情說案           | 古玉嬌           | 女配角     |
| 2011年 | 仁心解碼           | 何秀惠           | 第二女主角 |
| 2011年 | 真相               | 王瑞馨           | 特別客串   |
| 2011年 | 天與地             | 馬詠儀（Gina）   | 第四女主角 |

### 電視劇（亞洲電視）
- 影城大亨 飾 程波（2000）
- 電視風雲 飾 張月（2000）
- 親子情未了 飾 鍾曼怡（2002）

### 電影
- 飛虎雄風II之搶灘行動（1996）
- 我愛你（1998）
- 三五成群 飾 社工（1999）
- 愛情夢幻號（1999）
- 愛滋初體驗（1999）
- 舞廳（1999）
- 陽光警察（1999）
- 千禧願（2000）
- 暴力刑警（2000）
- 自從他來了（2000）
- 疊影殺機（2001）
- 火辣師妹（2002）
- 藍寶石指環（2002）
- 異空危情（2010）
- 魔警（2014）
- 心裏美（2022）

### 節目主持（無綫電視）
1994-1996
- K-100

1995年
- 寰宇風情（地中海特輯）

1996年
- 穿梭奧運100年
- 萬眾同心公益金
- 永安旅遊話你知：點解日本九州咁好玩
- 事先張揚西遊記

1997年
- 廣告大贏家
- 永安旅遊話你知：點解日本咁好玩
- 康泰最緊要好玩之越南陽光樂悠遊、泰北獵奇之旅
- 澳門及國際旅遊小姐競選

1998年
- 香港電訊及中國電信呈獻:戊寅年煙花賀新歲
- 98世界盃外景主持
- 六合彩節目主持，與劉綽琪、韓毓霞輪流主持

2005年
- 生活放送

2006年
- 東華愛心慶歡騰
- 天賜良源（第三輯）
- 私隱·尊嚴─香港人嘅事

2007年
- 賞‧識‧道德經
- 娛樂直播（2007-2008）
- 舞動奇跡（2007-2008）

2008年
- 太子珠寶特約：瑞士名錶展

2009-2018年
- 今日VIP(2009至2018)

2009年
- 羊城賀歲萬家歡
- 東華愛心慶歡騰
- TVB 512再展關懷
- 港鐵拉近東西貫全城

2010年
- 為食總司令
- 萬彩煙花耀維港（與朱凱婷、胡諾言一起擔任）
- 上海世博會開幕式
- 名人廚房
- 萬千星輝賀台慶
- 台中燈會-香港之夜
- 飲食天王頒獎典禮

2011年
- 萬千星輝賀台慶
- 香港海南商會特約:煙花賀歲慶團圓（與朱凱婷一起擔任）
- 除夕倒數詠香江

2012年
- 新春國際匯演之夜
- 靚人靚湯
- 盛女駕到
- 萬千星輝賀台慶
- 新年·新世界·香港除夕倒數

2013年
- 新春國際匯演之夜
- 沙士十年
- 超级工程
- 萬千星輝賀台慶
- 新年·新世界·香港除夕倒數

2014年
- 慈善星輝仁濟夜
- 新春國際匯演之夜（與李浩林、宋熙年、郭田葰一起擔任）
- 萬千星輝賀台慶
- 新年·新世界·香港除夕倒數

2015年
- 新春國際匯演之夜（與李浩林、宋熙年、郭田葰一起擔任）

2018年
- 中國旅遊集團九十週年2018香港除夕倒數
- 廣深港高鐵香港段开通仪式
- 歡樂滿東華
- 不老傳說

2019年
- 香港同胞慶祝中華人民共和國成立七十周年文藝晚會

### 節目主持（亞洲電視）
- 群星情報站
- 十大電視廣告頒獎典禮

### 節目主持（HOY TV）
- 2024年：龍騰灣區歡樂年

### 音樂錄影帶
- 〈善心〉　　　主唱：譚詠麟（1996）
- 〈欠甚麼〉　　主唱：譚耀文（1996）
- 〈請你留步〉　主唱：馬浚偉（1999）

### 演唱歌曲
- 〈歡樂年年〉（與羅嘉良、宣萱、黃日華、關詠荷、陶大宇、楊婉儀、陳錦鴻、陳妙瑛、林家棟、張可頤、古天樂組成翡翠十二之星合唱，賀年歌）（1997）
- 〈空間〉（個人作品，電視劇《影城大亨》片尾曲）（2000）

### 音樂作品
- 〈生命中不能言喻的愛〉- 譚耀文（填詞）（1998）
- 〈繼續流浪〉- 劉德華（作曲）（1999）

## 外部連結
- 陳芷菁的TVB廣播
- 陳芷菁的Facebook專頁
- 陳芷菁的新浪微博
- 陳芷菁的Instagram帳戶
- 陳芷菁在香港影庫上的簡介
- 陳芷菁在豆瓣上的资料（简体中文）
- 陳芷菁在时光网上的簡介（简体中文）
- 陳芷菁在互联网电影资料库（IMDb）上的資料（英文）（英文）